# Lingue (singolo)
Lingue è un singolo del produttore discografico italiano Close Listen, in collaborazione con con la cantautrice italiana Lil Jolie, pubblicato l'11 novembre 2022.

## Descrizione
Il brano, scritto dalla stessa cantautrice, è prodotto dallo stesso Close Listen con Delta e Factae e presenta sonorità techno.

## Tracce
Testi e musiche di Angela Ciancio.
1. Lingue (feat. Lil Jolie) – 2:51

## Formazione
- Michele "Close Listen" La Monica – voce, campionatore, percussioni, programmazione, produzione
- Lil Jolie – voce